# PC File Transfer
PC File Transfer - это программа для установления удалённого соединения между двумя компьютерами. 
Программа имеет два соединения: прямое (direct) и пользовательское (account) соединения. Прямое соединение осуществляется при использовании   IP адресов, в отличие от пользовательского. При прямом соединении два компьютера подключены в одной локальной сети. Для подключения, пользователь должен знать IP адрес другого компьютера. 
Пользовательское соединение позволяет подключаться к любому компьютеру, не зная его IP-адрес. 
При установлении соединения, с помощью функции Drag&Drop можно легко перетягивать (передавать) файлы в разных направлениях. Интерфейс PC File Transfer состоит из двух панелей, на которых отображаются файлы и папки локального компьютера и удалённого. 

## Основные преимущества
- полный доступ к удалённым файлам и папкам
- возможность копирования файлов и папок  в обоих направлениях
- перемещение файлов и папок с удалённого компьютера или на него
- удаление файлов и папок на удалённом компьютере
- запуск программ на удалённом компьютере
- файлы передаются в  зашифрованном виде
- многоязычный интерфейс